# Paolo Renner
Paolo Renner (* 1958 in Meran) ist ein italienischer römisch-katholischer Theologe aus Südtirol.

## Leben
Er besuchte von 1972 bis 1977 das Humanistische Gymnasium in Meran. Anschließend studierte er von 1977 bis 1979 Agrarwissenschaften in Piacenza (Università Cattolica del Sacro Cuore) und von 1979 bis 1988 Theologie an der Gregoriana in Rom (Almo Collegio Capranica, Anima-Kolleg). Nach der Priesterweihe 1985 in Brixen lehrte er 1988 bis 2023 als Professor an der PTH Brixen Fundamentaltheologie, Religionswissenschaften und Theologie der Religionen. Seit 1988 ist er Seelsorger der Basisgemeinde Cenacolo – Abendmahlgemeinschaft in Meran. Nach der Promotion 1992 in Systematischer Theologie bei Angel Antòn an der Gregoriana ist er seit 1994 Direktor des Istituto di Scienze Religiose in Bozen. Von 2005 bis 2019 war er Dozent an der Landesfachhochschule für Gesundheitsberufe „Claudiana“. Seit 2009 ist er Direktor des DE PACE FIDEI. Ökumenisches und interreligiöses Institut für Gerechtigkeit, Frieden und Bewahrung der Schöpfung. Von 2011 bis 2015 war er Dekan und damit Leiter der Hochschule, von 2015 bis 2019 Prodekan der PTH Brixen. Seit 2017 ist er Seelsorger in der Seelsorgeeinheit Etschtal-Tschöggelberg.

## Schriften (Auswahl)
- Chiesa ed ecclesiologia in Vinzenz Gasser teologo e vescovo (1809–1879). Estratto della tesi di laurea (= Beihefte zum Konferenzblatt. Nummer 10). Weger, Brixen 1994, OCLC 889690693 (zugleich Dissertation, Gregoriana 1992).
- mit Giorgio Dobrilla: Homo sapiens? Un prete, un medico e 200 aforismi. Ancora, Milano 2005, ISBN 8851403244.
  - mit Giorgio Dobrilla: Homo sapiens? Un prete, un medico e 200 aforismi. 2. Auflage, Ancora, Milano 2006, ISBN 8851403910.
- als Herausgeber mit Ermenegildo Bidese und Alexander Fidora: Ramon Llull und Nikolaus von Kues. Eine Begegnung im Zeichen der Torelanz. Akten des Internationalen Kongresses zu Ramon Llull und Nikolaus von Kues (Brixen und Bozen, 25.–27. November 2004). Raimondo Lullo e Niccolò Cusano. Un incontro nel segno della tolleranza. Atti del Congresso internazionale su Raimondo Lullo e Niccolò Cusano (Bressanone e Bolzano, 25–27 novembre 2004) (= Instrumenta patristica. Band 46) (= Subsidia Lulliana. Band 2). Brepols, Turnhout 2005, ISBN 250351846X.
- Via Crucis delle virtù. Ancora, Milano 2007, ISBN 8851404283.
- als Herausgeber mit Karin Dalla Torre, Silvano Zucal, Johann Holzner und Anton Unterkircher: Carl Dallago. Der große Unwissende. Studien-Verlag, Innsbruck/Wien/Bozen 2007, ISBN 3706519623.
- Frontiere. Vita freelance di un prete felice. Grenzen. Il margine, Trento 2008, ISBN 8860890268.
- als Herausgeber mit Ermenegildo Bidese und Alexander Fidora: Philosophische Gotteslehre heute. Der Dialog der Religionen. Wissenschaftliche Buchgesellschaft, Darmstadt 2008, ISBN 3534216180.
- mit Hildegard Winkler, Daniele Mantovan und Maurizio Deflorian: Il tesoro della Croce. Athesia, Bozen 2011, ISBN 8882667367.
  - Herwig Dorigati und Leo Matzneller (Übersetzer): mit Hildegard Winkler, Daniele Mantovan und Maurizio Deflorian: Der Schatz des Kreuzes. Athesia, Bozen 2011, ISBN 978-88-8266-735-1.